# Folhas mortas
Folhas mortas é uma música de origem francesa do compositor húngaro naturalizado francês Joseph Kosma com letra do poeta Jacques Prévert. É conhecida internacionalmente por Autumm Leaves.

## Primeira gravações
A primeira versão na língua inglesa apareceu em 1947, obra de Jonny Mercer. "Autumn Leaves" tornou-se um sucesso pop e em jazz em versões instrumentais e cantadas. Em 24 de Dezembro de 1950 a cantora francesa Edith Piaf cantou em francês e inglês no programa de rádio The Big Show.

## Outras versões
Sendo um jazz standard, a canção já possui mais de uma centena de gravações comerciais por artistas dos mais variados estilos musicais. Entre as versões mais notórios, destacam-se:
- Edith Piaf (1950)
- Bing Crosby (1950)
- Nat King Cole em Nat King Cole Sings for Two in Love (1955)
- Frank Sinatra em Where Are You? (1957)
- Louis Prima em The Call of the Wildest (1957)
- Miles Davis em Miles Davis in Europe (1963)
- Johnny Mathis em The Sweetheart Tree (1965)
- Matt Monro em The Late, Late Show (1968)
- Dalida em Coup de chapeau au passé (1976)
- Willie Nelson em Without a Song (1983)
- Sarah Vaughan em Crazy and Mixed Up (1982)
- Jerry Lee Lewis em The Jerry Lee Lewis Show] (2000)
- Andrea Bocelli em Amore (2006)
- Iggy Pop em Préliminaires (2009)
- Eric Clapton em Clapton (2010)
- Jermaine Jackson em I Wish You Love (2012)
- Bob Dylan em Shadows in the Night (2015)
- Kathryn Williams em Resonator (2016)